# Río Taruguire
El río Taruguire es un curso natural de agua en Chile que nace en las laderas del volcán Chuquiananta
(5060 m s.n.m.) y fluye en la región de Arica y Parinacota hasta desembocar en el río Ajatama.

## Trayecto

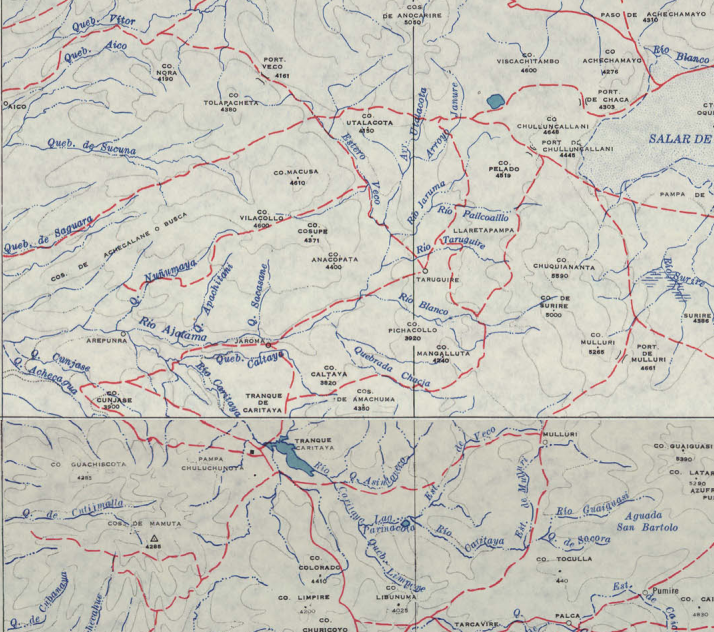
Cuencas de los ríos Ajatama y Caritaya, en un compuesto de dos mapas del Instituto Geográfico Militar (Chile).

## Historia
El ingeniero y geógrafo chileno Luis Risopatrón lo describe en su Diccionario jeográfico de Chile (1924):: 439 
Taruguire (Río). Es de corto curso i caudal, corre hácia el SW i afluye al de Ajatama, del de Camarones.

## Población, economía y ecología
En esta zona se han encontrado vestigios de la cultura inca.